# 因蒂里厄 (南达科他州)
因蒂里厄（英語：Interior），是美国南达科他州下属的一座城市。根据2010年美国人口普查，该市有人口99人。论人口在本州排行第236。